# Hedysarum ucrainicum
Hedysarum ucrainicum là một loài thực vật có hoa trong họ Đậu. Loài này được Kaschm. miêu tả khoa học đầu tiên.